# 유통 (부릉효왕)
부릉효왕 유통(阜陵孝王 劉統, ? ~ 167년)은 후한의 황족이다.

## 생애
연희 2년(159년), 아버지 공왕의 뒤를 이어 부릉왕에 봉해졌다.
영강 원년(167년)에 죽으니 시호를 효라 하였고, 작위는 아들 유사가 이었다.

## 출전
- 범엽, 《후한서》 권7 효환제기·권42 광무십왕열전

| 전임 아버지 부릉공왕 유편친 | 후한의 부릉왕 159년 ~ 167년 6월 병인일 | 후임 아들 유사 |